# Louis Pierre de Chastenet de Puységur
Louis Pierre de Chastenet de Puységur, conte di Puységur (Rabastens, 30 dicembre 1727 – Rabastens, ottobre 1807), è stato un politico e nobile francese.

## Biografia
Louis Pierre de Chastenet de Puységur era figlio di Pierre Hercule de Chastenet e di sua moglie, Jacquette Pages, nonché fratello maggiore di Jean Auguste de Chastenet de Puysegur (1740-1815) che fu vescovo di Saint-Omer e poi di Carcassona.
Ufficiale dell'esercito francese durante l'Ancien Régime, nel 1781 raggiunse il grado di tenente generale e divenne segretario di stato per la guerra durante il ministero di Jacques Necker, dal 30 novembre 1788 al 12 luglio 1789. Fu sostituito da Victor-François de Broglie, e ricevette segni di stima da parte dell'Assemblea Nazionale francese. Rimasto in segreto fedele al re, fu al comando di un piccolo gruppo di gentiluomini che contribuirono alla difesa del Palazzo delle Tuileries contro i rivoluzionari il 10 agosto 1792. Poco dopo emigrò all'estero per sfuggire alla cattura e alla morte. Tornò poi in Francia quando Napoleone riprese il potere, e visse nella cittadina di Rabastens dove era nato, e dove morì nel 1807.

## Araldica
| Stemma | Descrizione                                             | Blasonatura |
|        | Louis Pierre de Chastenet de Puységur Conte di Puységur | D'azzurro allo scaglione d'oro, accompagnato in punta da un leone passante del medesimo; capo d'oro. Ornamenti esteriori da conte. Cavaliere dell'Ordine dello Spirito Santo. |